# Арминда Аберастури
Арминда Аберастури (на испански: Arminda Aberastury) е аржентински психоаналитик, наричана „Ла Негра“ заради гарваново черните си коси.

## Биография
Родена е на 24 септември 1910 година в Буенос Айрес, Аржентина. Омъжва се за Енрике Пишон-Ривиере през 1937 и двамата имат три деца – Енрике, Хоакин и Марсело. Работи като преподавател и директор в Обучаващ институт като представя на учещите там детската анализа. Също така е обучаващ аналитик към Аржентинската психоаналитична асоциация през 1953 г. Година по-рано се среща с Мелани Клайн в Лондон и започва да си кореспондира с нея. Увлича се по нейните идеи и превежда книгата ѝ „Психоанализа за деца“.
Аберастури е член на групата, която полага основите на психоанализата в Аржентина: Мари Лангер, Алберто Талаферо, Луиса Алварез де Толедо, Луис и Арналдо Расковски, Едуардо Крапф, Селес Каркамо, Симо и Матиелде Венцелблат и брат ѝ графолога Федерико Аберастури.
През 1965 г. се развежда, а пет години по-късно на 24 ноември 1972 година, обезобразена от кожна болест Аберастури се самоубива.

## Идеи
Според Аберастури гениталното либидо започва да се развива по-рано, още преди аналния стадий. Това я води до идеята, че съществува „първичен генитален стадий“, който се намира между шестия и осмия месец.